# Seo Ji-seok
Seo Jong-wook (hangul: 서종욱, hanja: 徐宗旭), más conocido como Seo Ji-seok (hangul: 서지석, hanja: 徐芝釋 o 徐智錫), es un actor surcoreano, conocido por haber interpretado a Park Yoon-hoo en la serie Pure in Heart.

## Biografía
Cuando tenía 16 años, ganó 4 medallas de oro en una variedad de deportes y fue seleccionado para prepararse para el equipo nacional, sin embargo decidió seguir una carrera como actor y no como deportista.
En 1999 fue atropellado por un vehículo mientras cruzaba la calle, por lo que estuvo hospitalizado durante 6 meses, posteriormente mejoró después de recibir tratamiento.
El 29 de mayo del 2007 Seo se reportó para realizar su servicio obligatorio, de donde fue dado de alta el 3 de mayo del 2009.
Es buen amigo de la cantante surcoreana IU.
El 18 de mayo del 2013 se casó con su novia en Patio9 Wedding Hall en Nonhyeondong Seúl.

## Carrera
Es miembro de la agencia "The Great Company 크다컴퍼니", mientras que en Japón es miembro de la agencia "Universal D".
En 2005 apareció en la película The Bow donde interpretó a un estudiante que se ve envuelto en la misteriosa y peligrosa relación entre una joven estudiante y un hombre mayor.
En mayo del 2006 se unió al elenco de la serie Pure in Heart (también conocida como "Pure 19" y "Hearts of Nineteen") donde interpretó al inteligente y atractivo Park Yoon-hoo, hasta enero del 2007.
En 2009 apareció como invitado en un episodio de la serie High Kick Through The Roof, donde dio vida a Seo Ji-seok, uno de los amigos de Lee Ji-hoon (Choi Daniel).
En el 2010 se unió al programa de variedades Sunday Night - Enjoy Today como uno de los presentadores.
Ese mismo año se unió al elenco secundario de la serie Gloria donde interpretó a Lee Kang-suk, el hijo ilegítimo de una familia adinerada y presidente de un sello discográfico que se siente atraído por Na Jin-jin (Bae Doona).
También se unió al elenco principal de la serie Obstetrics and Gynecology Doctors (también conocida como "OB & GY") donde interpretó al doctor Wang Jae-suk.
El 13 de abril del 2011 se unió al elenco principal de la serie Manny donde dio vida al niñero Kim Min-han, hasta el final de la serie el 2 de junio del mismo año.
En mayo apareció en el programa Kim Yuna's Kiss & Cry donde participó como patinador de hielo junto a Kim Yuna, IU, Krystal Jung, U-Know Yun-ho, Shin Dong-yup, Son Dam-bi, Jin Ji-hee, Kim Byung-man, Lee Kyou-hyuk, Lee Ah-hyun y Park Joon-geum, hasta agosto del 2011.
En septiembre del mismo año se unió a la serie High Kick: Revenge of the Short Legged donde dio vida al maestro de gimnasia Yoon Ji-seok, el hermano menor de Yoon Yoo-sun (Yoon Yoo-sun) y Yoon Kye-sang (Yoon Kye-sang), hasta el final de la serie en mayo del 2012.
En octubre del 2012 Ji-seok junto al músico Kim Wi Yong, la actriz Lee Chung-ah y el cantante Heo Young-saeng participaron en el programa de variedades "Music and Lyrics (그여자 작사 그남자 작곡 시즌2)" donde colaboraron para la creación del sound track "Gazing (바라본다)" para el drama de fin de semana de la MBC, Sons.
En septiembre del 2013 se unió al elenco principal de la serie Give Love Away donde interpretó a Eun Ha-rim, hasta el final de la serie en marzo del 2014.
En octubre del 2013 se unió al elenco del programa Cool Kiz on the Block donde participó en seis deportes baloncesto, taekwondo, fútbol, voleibol de pie, ciclismo y natación:
- El 22 de octubre del 2013 participó durante el deporte de Baloncesto junto a Kang Ho-dong, Max Changmin, Park Jin-young, Julien Kang, John Park, Lee Hye-jeong, Kim Hyeok y Shin Yongjae, hasta el 4 de febrero del mismo año y nuevamente del 14 y 21 de abril del 2015.
- Posteriormente apareció nuevamente en marzo del 2014 ahora participando durante el deporte de Taekwondo junto a Kang Ho-dong, Feeldog, John Park, Hwang Chan-sung, Hoya, Julien Kang, Kim Yeon-woo, Hyeonje, Nahyeon, Jihae y Jonggyeom hasta abril del mismo año.
- El 6 de mayo del 2014 participó durante el deporte de Fútbol junto a Kang Ho-dong, Jeong Hyeong-don, Lee Jung, Choi Min-ho, Yoon Doo-joon, Lee Gi-kwang, Lee Young-pyo, Lee Kyou-hyuk, Jo Ujong, Yang Sangguk Lee Sigahng y Wonjun, hasta el 12 de agosto del 2014.
- El 28 de abril del 2015 participó durante el deporte de voleibol de pie junto a Kang Ho-dong, Jeong Hyeong-don, Baro, Yang Sangguk, Hong Kyung-min, Ahn Jung-hwan, Samuel Okyere y Lee Kyu-han, hasta el 26 de mayo del mismo año y nuevamente el 30 de junio del 2015.
- Luego el 2 de junio del 2015 participó durante el deporte de ciclismo junto a Kang Ho-dong, Jeong Hyeong-don, Kim Hye-seong, Kim Min-joon, Oh Sang-jin, Noh Seung-hwan (Sean) y Julian Quintart, hasta el 23 de junio del mismo año.
- El 7 de julio del 2015 se unió al deporte de Natación junto a Kang Ho-dong, Jeong Hyeong-don, Kim Min-joon, Noh Seung-hwan (Sean), Kang Min-hyuk, Kwon Yuri, Sung Hoon, Eun Ji-won, Choi Yun-hee, Yoo Jung-nam y Ryu Yoon-ji, hasta el 22 de septiembre del 2015.

El 28 de noviembre del 2014 se unió al elenco de la decimosexta temporada del programa Law of the Jungle in Costa Rica donde participó junto a Kim Byung-man, Park Jung-chul, Ryu Dam y Lee Tae-im, hasta el 23 de enero del 2015.
El 14 de diciembre del 2015 se unió al elenco principal de la serie Witch's Castle donde interpretó a Shin Kang-hyun, hasta el final de la serie el 10 de junio del 2016.
El 24 de abril del 2017 se unió al elenco principal de la serie Unknown Woman donde interpretó a Kim Moo-yeol, hasta el final de la serie el 15 de septiembre del mismo año.
En julio del 2019 se anunció que se había unido al elenco principal de la serie Joseon Survival donde dará vida a Han Jung-rok. Ji-seok reemplazaría al actor Kang Ji-hwan quien originalmente había sido elegido para interpretar a y ya había filmado varias escenas, luego de que el equipo de producción decidiera retirarlo de la serie, después de que se viera envuelto en una controversia.

## Filmografía

### Series de televisión
| Año     | Título                                 | Personaje        | Notas                             |
| ------- | -------------------------------------- | ---------------- | --------------------------------- |
| 2004    | Ireland                                | -                | -                                 |
| 2006    | Mr. Goodbye                            | -                | -                                 |
| 2006-07 | Pure in Heart                          | Park Yoon-hoo    | 167 episodios                     |
| 2009    | High Kick Through The Roof             | Seo Ji-seok      | ep. 18                            |
| 2010    | Gloria                                 | Lee Kang-suk     | -                                 |
| 2010    | Obstetrics and Gynecology Doctors      | Dr. Wang Jae-suk | 16 episodios                      |
| 2011    | Manny                                  | Kim Min-han      | 16 episodios                      |
| 2011-12 | High Kick: Revenge of the Short Legged | Yoon Ji-seok     | 123 episodios                     |
| 2013-14 | Give Love Away                         | Eun Ha-rim       | 50 episodios                      |
| 2015-16 | Witch's Castle                         | Shin Kang-hyun   | 122 episodios                     |
| 2017    | Unknown Woman                          | Kim Moo-yeol     | 102 episodios                     |
| 2019    | Joseon Survival                        | Han Jung-rok     | 6 episodios                       |
| 2021    | Somehow Family                         | Kim Ji-suk       |                                   |
| 2021    | Penthouse: War In Life 3               | Detective        | ep. #11-13 - (aparición especial) |
| 2024    | Dog Knows Everything                   | Hwang Bin        |                                   |

### Películas
| Año  | Título                           | Personaje | Notas                                                   |
| ---- | -------------------------------- | --------- | ------------------------------------------------------- |
| 2013 | Mango Tree                       | -         | junto a Hong Su-a y Han Soo-ah                          |
| 2009 | The Inside Story about Him & Her | -         | -                                                       |
| 2006 | Time                             | -         | junto a Ha Jung-woo y Sung Hyun-ah                      |
| 2006 | May I Cry?                       | -         | -                                                       |
| 2005 | The Bow                          | -         | junto a Han Yeo-reum, Jeon Gook-hwan y Jeon Seong-hwang |

### Programas de televisión
| Año             | Programa                        | Notas                                                               |
| --------------- | ------------------------------- | ------------------------------------------------------------------- |
| 2020 - presente | Handsome Tigers                 | miembro                                                             |
| 2018            | Running Man                     | Ep. #401 - invitado                                                 |
| 2018            | King of Mask Singer             | Ep. #143 - participante: "Mask Man"                                 |
| 2014 - 2015     | Law of the Jungle in Costa Rica | 9 episodios - (Ep. #137-145) - miembro                              |
| 2013 - 2015     | Cool Kiz on the Block           | 89 episodios - (Ep. #29-38, 41-43, 46-52, 53-67, 101-124) - miembro |
| 2013            | Miracle Korea                   | -                                                                   |
| 2012            | Music and Lyrics - Season 2     | 3 episodios - junto a Kim Wi Yong, Lee Chung-ah y Heo Young-saeng   |
| 2011            | Kim Yuna's Kiss & Cry           | participante                                                        |
| 2010            | Sunday Night - Enjoy Today      | -                                                                   |
| 2010            | Cooking Olympic Gochujang       | -                                                                   |

### Videos musicales
| Año  | Cantante        | Canción                  | Notas                        |
| ---- | --------------- | ------------------------ | ---------------------------- |
| 2013 | NC.A            | "My Student Teacher"     | apareció en el video musical |
| 2013 | Heo Young-saeng | "The Art of Seduction"   | apareció en el video musical |
| 2010 | Yu Hoon-min     | "I Love You & Thank You" | apareció en el video musical |
| 2005 | Lee Ji-hye      | "I Am Without You"       | apareció en el video musical |
| 2002 | Taemu           | "Snow is Falling Down"   | apareció en el video musical |

### Anuncios
| Año  | Título                        | Notas                    |
| ---- | ----------------------------- | ------------------------ |
| 2011 | Parkland-Insolito-Peri Jenson | apareció en los anuncios |
| -    | Olympus Camera                | apareció en los anuncios |
| -    | Coca Cola                     | apareció en los anuncios |
| -    | OB Beer                       | apareció en los anuncios |
| -    | Nokia                         | apareció en los anuncios |
| -    | TGI Fridays                   | apareció en los anuncios |
| -    | Mind Bridge                   | apareció en los anuncios |
| -    | Asiana Airlines               | apareció en los anuncios |
| -    | GS Caltex Essential Oil       | apareció en los anuncios |

## Premios y nominaciones
| Año  | Categoría      | Premio          | Serie         | Resultado |
| ---- | -------------- | --------------- | ------------- | --------- |
| 2006 | Best New Actor | KBS Drama Award | Pure in Heart | Ganó      |